# جزون بوتویل
جزون بوتویل (انگلیسی: Djézon Boutoille؛ زادهٔ ۹ نوامبر ۱۹۷۵) بازیکن فوتبال اهل فرانسه است.
از باشگاه‌هایی که در آن بازی کرده‌است می‌توان به باشگاه ورزشی آمیان و باشگاه فوتبال لیل اشاره کرد.